# Zápas na Letních olympijských hrách 2016 – muži, řecko-římský do 130 kg
Zápasy v řecko-římském (klasickém) stylu na Letních olympijských hrách v Riu v kategorii supertěžkých vah mužů proběhnou v hale Carioca Arena 2 v přilehlé části Ria de Janeira v Barra da Tijuca 15. srpna 2016.

## Finále
| finále        |              |
| ------------- | ------------ |
| Rıza Kaya'alp | Mijaín López |
| Mijaín López  | Mijaín López |

## Opravy / O bronz
Do oprav se dostali klasici, kteří během turnaje v pavouku prohráli svůj zápas s jedním ze dvou finalistů.
| opravy    | opravy          | o bronz         |                 |
| --------- | --------------- | --------------- | --------------- |
| volný los | Erwin Caraballo | Sabáh Šaríatí   | Sabáh Šaríatí   |
| volný los | Erwin Caraballo | Sabáh Šaríatí   | Sabáh Šaríatí   |
|           | Sabáh Šaríatí   | Sabáh Šaríatí   | Sabáh Šaríatí   |
|           |                 | Eduard Popp     | Sabáh Šaríatí   |
| volný los | Heiki Nabi      | Heiki Nabi      | Sergej Semjonov |
| volný los | Heiki Nabi      | Heiki Nabi      | Sergej Semjonov |
|           | Johan Euren     | Heiki Nabi      | Sergej Semjonov |
|           |                 | Sergej Semjonov | Sergej Semjonov |

## Pavouk
|   | 1/32               | 1/16                | čtvrtfinále        | semifinále      | finále        |
| - | ------------------ | ------------------- | ------------------ | --------------- | ------------- |
| A | volný los          | Rıza Kaya'alp       | Rıza Kaya'alp      | Rıza Kaya'alp   | Rıza Kaya'alp |
| A | volný los          | Rıza Kaya'alp       | Rıza Kaya'alp      | Rıza Kaya'alp   | Rıza Kaya'alp |
| A | volný los          | Erwin Caraballo     | Rıza Kaya'alp      | Rıza Kaya'alp   | Rıza Kaya'alp |
| A | volný los          | Erwin Caraballo     | Rıza Kaya'alp      | Rıza Kaya'alp   | Rıza Kaya'alp |
| A | volný los          | Sabáh Šaríatí       | Sabáh Šaríatí      | Rıza Kaya'alp   | Rıza Kaya'alp |
| A | volný los          | Sabáh Šaríatí       | Sabáh Šaríatí      | Rıza Kaya'alp   | Rıza Kaya'alp |
| A | volný los          | Robby Smith         | Sabáh Šaríatí      | Rıza Kaya'alp   | Rıza Kaya'alp |
| A | volný los          | Robby Smith         | Sabáh Šaríatí      | Rıza Kaya'alp   | Rıza Kaya'alp |
| B | volný los          | Meng Čchiang        | Bašír Babadžanzade | Eduard Popp     | Rıza Kaya'alp |
| B | volný los          | Meng Čchiang        | Bašír Babadžanzade | Eduard Popp     | Rıza Kaya'alp |
| B | volný los          | Bašír Babadžanzade  | Bašír Babadžanzade | Eduard Popp     | Rıza Kaya'alp |
| B | volný los          | Bašír Babadžanzade  | Bašír Babadžanzade | Eduard Popp     | Rıza Kaya'alp |
| B | volný los          | Eduard Popp         | Eduard Popp        | Eduard Popp     | Rıza Kaya'alp |
| B | volný los          | Eduard Popp         | Eduard Popp        | Eduard Popp     | Rıza Kaya'alp |
| B | volný los          | Nurmachan Tinalijev | Eduard Popp        | Eduard Popp     | Rıza Kaya'alp |
| B | volný los          | Nurmachan Tinalijev | Eduard Popp        | Eduard Popp     | Rıza Kaya'alp |
| C | volný los          | Mijaín López        | Mijaín López       | Mijaín López    | Mijaín López  |
| C | volný los          | Mijaín López        | Mijaín López       | Mijaín López    | Mijaín López  |
| C | volný los          | Heiki Nabi          | Mijaín López       | Mijaín López    | Mijaín López  |
| C | volný los          | Heiki Nabi          | Mijaín López       | Mijaín López    | Mijaín López  |
| C | volný los          | Johan Euren         | Johan Euren        | Mijaín López    | Mijaín López  |
| C | volný los          | Johan Euren         | Johan Euren        | Mijaín López    | Mijaín López  |
| C | volný los          | Ivan Popov          | Johan Euren        | Mijaín López    | Mijaín López  |
| C | volný los          | Ivan Popov          | Johan Euren        | Mijaín López    | Mijaín López  |
| D | volný los          | Muminjon Abdullaev  | Sergej Semjonov    | Sergej Semjonov | Mijaín López  |
| D | volný los          | Muminjon Abdullaev  | Sergej Semjonov    | Sergej Semjonov | Mijaín López  |
| D | Murat Ramonov      | Sergej Semjonov     | Sergej Semjonov    | Sergej Semjonov | Mijaín López  |
| D | Sergej Semjonov    | Sergej Semjonov     | Sergej Semjonov    | Sergej Semjonov | Mijaín López  |
| D | Abdellatif Mohamed | Oleksandr Černický  | Ijakob Kadžajija   | Sergej Semjonov | Mijaín López  |
| D | Oleksandr Černický | Oleksandr Černický  | Ijakob Kadžajija   | Sergej Semjonov | Mijaín López  |
| D | Eduard Soghomonyan | Ijakob Kadžajija    | Ijakob Kadžajija   | Sergej Semjonov | Mijaín López  |
| D | Ijakob Kadžajija   | Ijakob Kadžajija    | Ijakob Kadžajija   | Sergej Semjonov | Mijaín López  |